# Monte Calarighe
Il monte Calarighe è un rilievo montuoso alto 473 m s.l.m., situato nel comune di Villanova Monteleone (SS), confinante con la regione di Rajadas.
Vi nasce il fiume Temo.